# دائرةالمعارف واقعی باستان‌شناسی کلاسیک

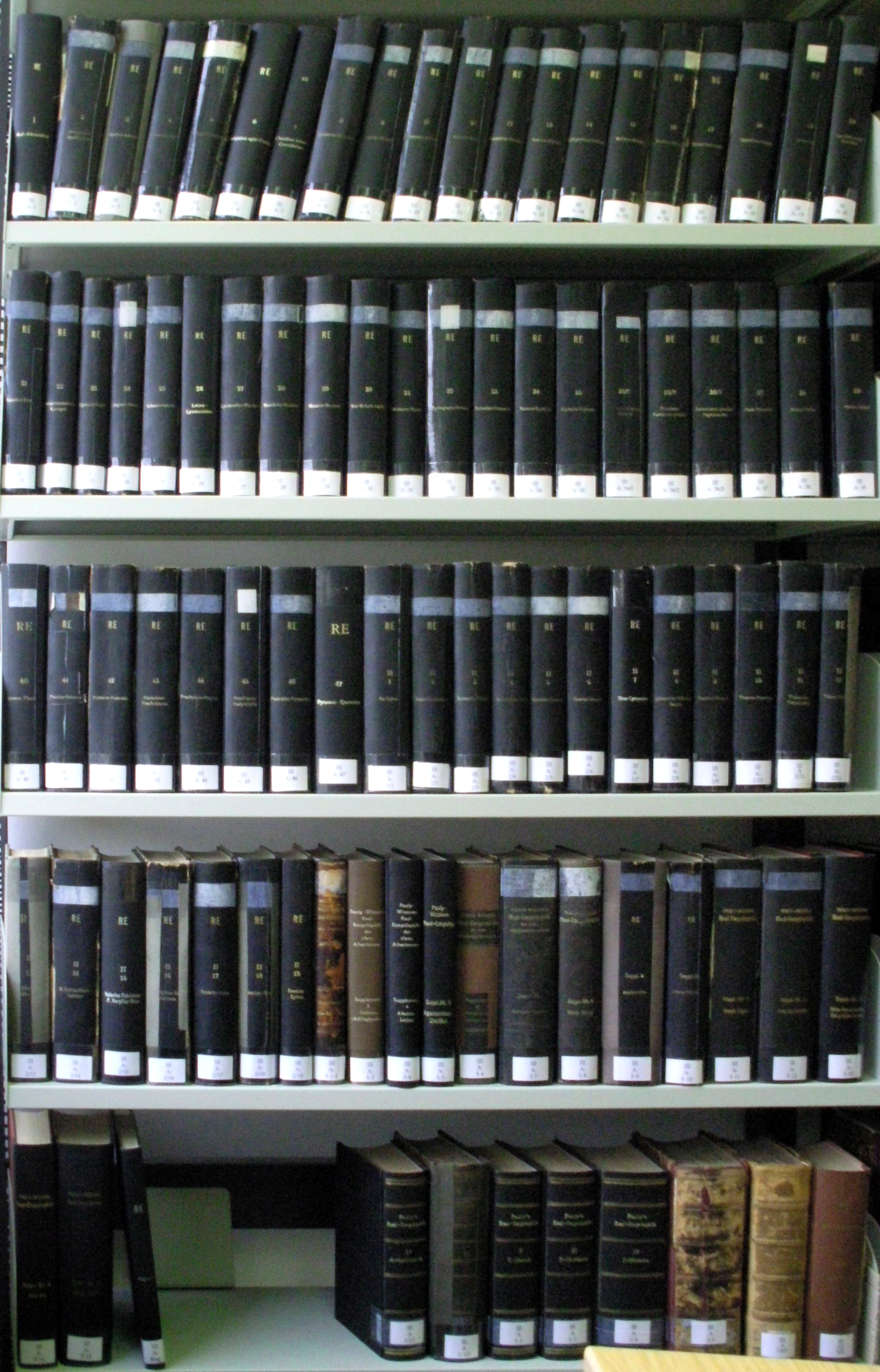
دائرةالمعارف واقعی باستان‌شناسی کلاسیک

دائرةالمعارف واقعی باستان‌شناسی کلاسیک (انگلیسی: Realencyclopädie der classischen Altertumswissenschaft) یک دانشنامه آلمانی از اروپای دوران باستان است که با مکمل‌های خود، بیش از هشتاد جلد را شامل می‌شود.
RE بازنگری کامل یک سری قدیمی‌تر است که جلد اول آن توسط آگوست پائولی در سال ۱۸۳۹ منتشر شد. کریستین والتز و ویلهلم زیگموند توفل آن را در سال ۱۸۵۲ تکمیل کردند. این چاپ اول شامل شش جلد بود. چاپ دوم جلد اول از ۱۸۶۱ تا ۱۸۶۶ روی آن کار شد.